# Yūta Matsumura (Fußballspieler)
Yūta Matsumura (jap. 松村 優太, Matsumura Yūta; * 13. April 2001 in der Präfektur Osaka) ist ein japanischer Fußballspieler.

## Karriere
Yūta Matsumura erlernte das Fußballspielen in der Schulmannschaft der Shizuoka Gakuen High School. Seinen ersten Vertrag unterschrieb er 2020 bei den Kashima Antlers. Der Verein aus Kashima spielte in der höchsten japanischen Liga, der J1 League. Nach 74 Ligaspielen wechselte er im Juli 2024 auf Leihbasis zum ebenfalls in der ersten Liga spielenden Tokyo Verdy. Nach zwölf Ligaspielen kehrte er nach der Ausleihe im Februar 2025 zu den Antlers zurück.